# Maria Kornatowska

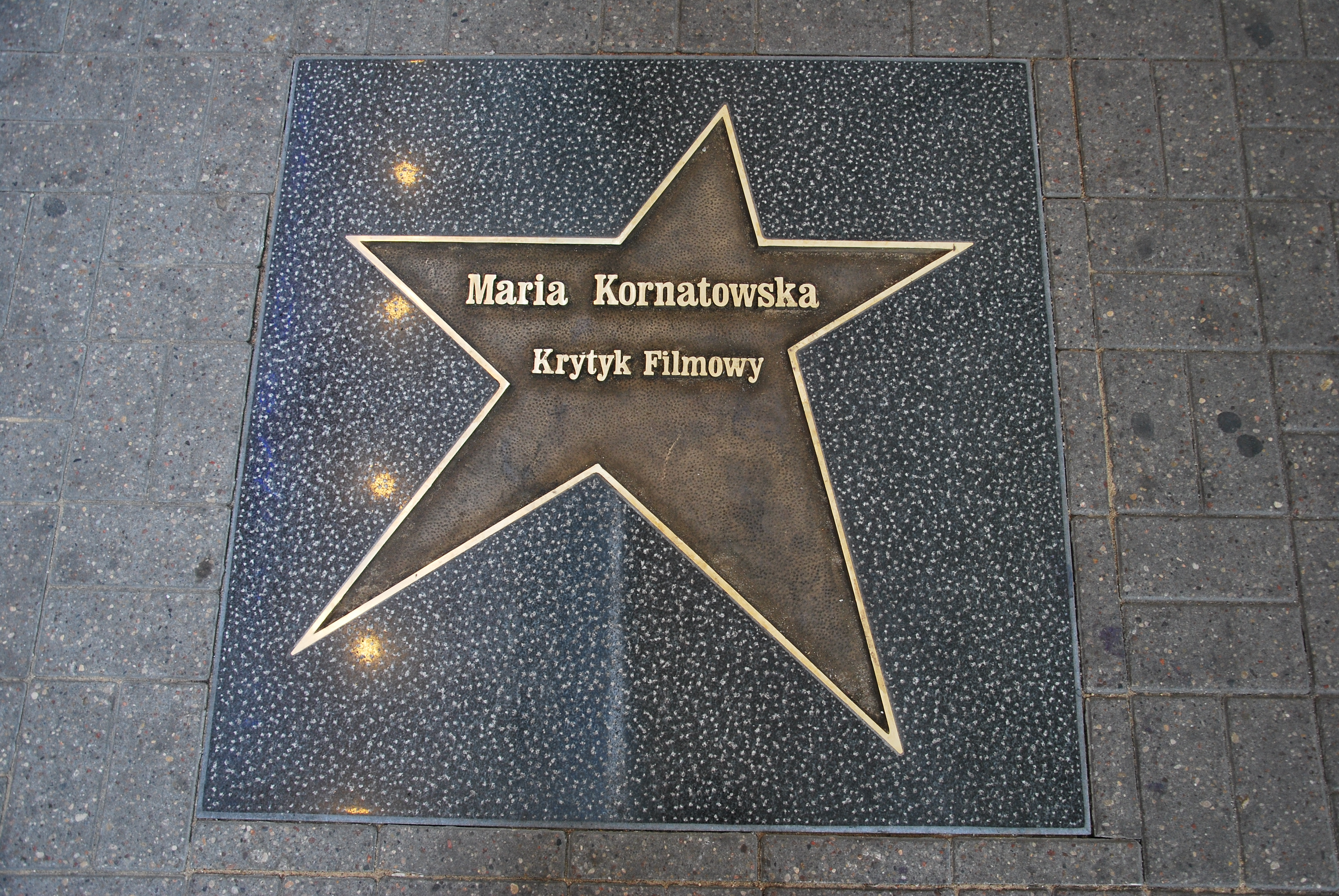
Gwiazda w Alei Gwiazd w Łodzi

Maria Kornatowska (ur. 30 maja 1935 w Warszawie, zm. 21 sierpnia 2011 w Łodzi) – polska krytyczka filmowa, eseistka, wykładowczyni łódzkiej PWSFTviT.

## Życiorys
Urodziła się jako Maria Emilia Keller w zamożnej rodzinie żydowskiej, jedyne dziecko Stefana, urzędnika bankowego i Henryki z d. Szemberg. W czasie wojny rodzina znalazła się w getcie, skąd uciekła w 1942. Początkowo ukrywali się w warszawskim ZOO w willi Jana i Antoniny Żabińskich, gdzie otrzymali fałszywe dokumenty na nazwisko Kornatowscy. Później, do końca 1943 przebywali w miejscowości Baczki w domu dziennikarza Antoniego Sadzewicza, potem wrócili do Warszawy. Powstanie warszawskie Maria z matką przeżyły na Kielecczyźnie. Po wojnie rodzina zamieszkała w Łodzi, w 1950 oficjalnie przyjmując nazwisko Kornatowscy. W 1952 Maria ukończyła VII Liceum Ogólnokształcące, a następnie podjęła studia polonistyczne na Uniwersytecie Łódzkim, które ukończyła w 1956. W 1958 została zatrudniona w PWSFTviT, gdzie pracowała do końca życia. W 1968 przez kilka miesięcy była etatowym pracownikiem łódzkiego tygodnika „Odgłosy”, skąd została zwolniona w okresie marca 1968. 
Publikowała w „Kwartalniku Filmowym”, „Filmie”, „Tygodniku Powszechnym”. Współpracowała z miesięcznikiem „Kino”. Od 1990 publikowała również w Stanach Zjednoczonych – w „Przeglądzie Polskim” oraz w nowojorskim „Nowym Dzienniku”.
Autorka wielu książek o tematyce filmowej, w tym monografii Federico Felliniego pt. Fellini (kilka wydań, stale uzupełnianych, począwszy od 1972), za którą w 2003 została laureatką Nagrody im. Bolesława Michałka. Napisała także m.in. Filmy o miłości, Monika Vitti (1977), Eros i film (1986), Wodzireje i amatorzy (1990), Magia i pieniądze (2002, wywiad-rzeka z Agnieszką Holland), Rozmyślania przy makijażu. Życie codzienne Nowego Jorku (2007). Współscenarzystka (wraz z Adamem Kuczyńskim) filmu poświęconego Wojciechowi Jerzemu Hasowi pt. Ze snu sen.
W 2009 została uhonorowana Nagrodą Polskiego Instytutu Sztuki Filmowej za całokształt twórczości. Laureatka Nagrody im. Tomasza Gaduły-Zawratyńskiego Festiwalu Muzyki Filmowej w Łodzi dla dziennikarza promującego kino i muzykę filmową. Pośmiertnie odznaczona Srebrnym Medalem „Zasłużony Kulturze Gloria Artis”.
26 sierpnia 2011 została pochowana na Starym Cmentarzu przy ul. Ogrodowej w Łodzi. 
29 maja 2012 na ul. Piotrkowskiej została odsłonięta gwiazda Marii Kornatowskiej w łódzkiej Alei Gwiazd. W 2020 ukazała się monografia pt. Maria Kornatowska (red. Barbara Giza, Piotr Zwierzchowski; autorzy: Barbara Giza, Alicja Helman, Annette Insdorf, Karol Jachymek, Małgorzata Jakubowska, Katarzyna Mąka-Malatyńska, Anna Osmólska-Mętrak, Agnieszka Polanowska, Małgorzata Radkiewicz, Grażyna Stachówna, Monika Talarczyk, Piotr Zwierzchowski; Wydawnictwo Naukowe Scholar, Warszawa 2020, ISBN 978-83-65390-62-2; seria: "Polscy Krytycy Filmowi", tom 4).
Pośmiertnie ukazał się obszerny wybór artykułów, esejów i wywiadów Sejsmograf duszy. Kino według Marii Kornatowskiej (2016).

## Filmografia
- 1988: Człowiek środka
- 1998: Ze snu sen (film dokumentalny o Wojciechu Hasie – współautorka scenariusza[9])
- 2010: Żyłem 17 razy (film dokumentalny)